# Enhörningens hemlighet
För filmen med samma namn, se Tintins äventyr: Enhörningens hemlighet.

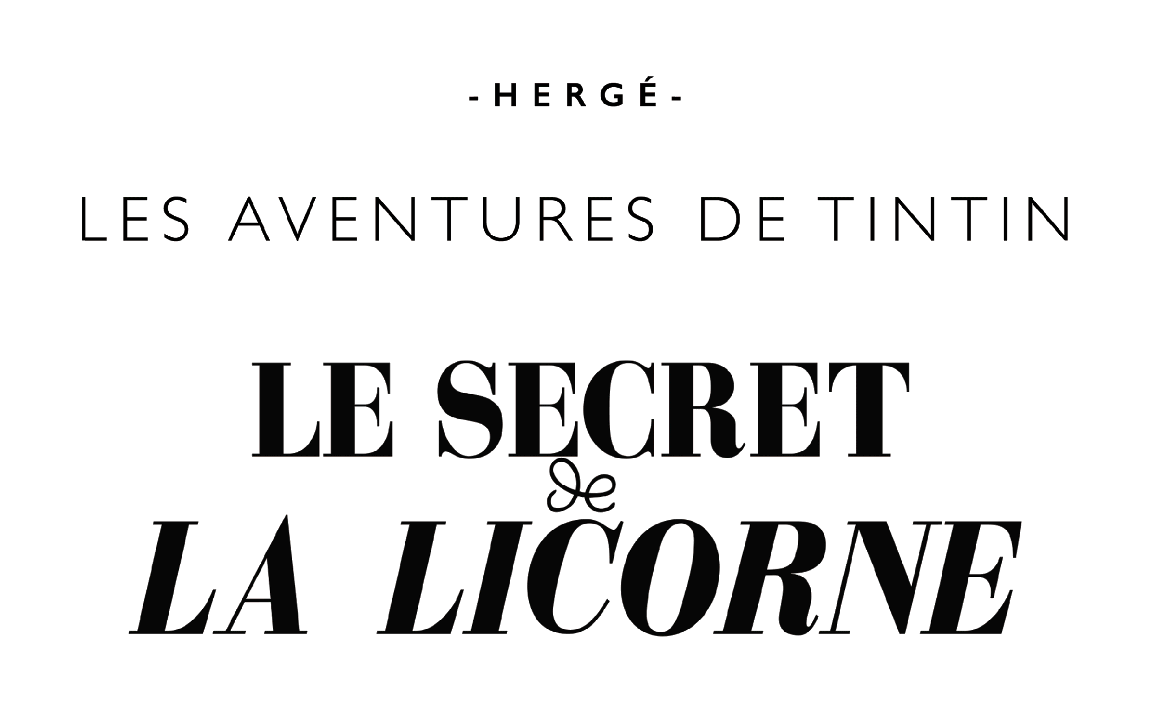

Enhörningens hemlighet, fransk originaltitel: Le Secret de la Licorne, är det elfte albumet i den tecknade serien Tintins äventyr. Det är skrivet och illustrerat av den belgiske serieskaparen Hergé och har den unge reportern Tintin i huvudrollen.
Albumberättelsen är oavslutad och fortsätter i Rackham den Rödes skatt. Albumet kom ut första gången i album på franska 1943 och översattes första gången till svenska 1961, som Bonniers tredje Tintin-album. Både Enhörningens hemlighet och Rackham den Rödes skatt har givits ut i en samlingsutgåva. År 2011 gjorde Steven Spielberg en animerad 3D-film, Tintins äventyr: Enhörningens hemlighet, som baseras på albumet men även har med element från andra äventyr. 

## Handling

### Skepp på en marknad
Antalet fickstölder har ökat dramatiskt, och Dupondtarna spanar efter ficktjuvar. På loppmarknaden träffar detektiverna Tintin. De ska köpa ett parti promenadkäppar men uppdagar att de förlorat plånböckerna när det är dags att betala. Tintin betalar åt Dupondtarna. När de har gått hittar Tintin en modell av en vacker 1600-talsfregatt – en fin present åt kapten Haddock. Han köper den för 50 franc, men när han ska betala stoppas han av en skäggig man som vill köpa fartyget. Den skäggige erbjuder Tintin dubbla priset för just det skeppet. Tintin avböjer när en tredje man i blå kostym och brun hatt dyker upp och kräver att få köpa skeppet. Tintin avböjer vänligt men bestämt trots att han erbjuds hundratals franc för skeppet.
Väl hemma uppsöks Tintin av den skäggige mannen. Denne presenterar sig som samlare av modellfartyg, Ivan Ivanovitch Sackarin. Tintin avböjer alla förslag att göra affär. När mannen har gått får Tintin se att fartyget fallit ned på golvet och lidit mastbrott. Felet är dock snabbt åtgärdat och när kapten Haddock kommer på besök blir han förvånad över gåvan: "Anfäkta och anamma! Vilket egendomligt sammanträffande!". De halvspringer hem till kaptenen där han visar ett stort porträtt av riddaren Francois Haddoque, kaptenens förfader på 1600-talet. På målningen kan man klart och tydligt se skeppet Enhörningen som på pricken liknar Tintins fartygsmodell.

### Ett par inbrott
Tintin springer tillbaka hem för att hämta modellen, men det har varit inbrott och modellen är stulen. Tintin går raka vägen till Sackarin och när han blir insläppt får han se att Enhörningen står på ett bord. Sackarin förklarar dock att detta är en exakt kopia och Tintin kan konstatera att Sackarins kopia har en mast som inte är bruten.
När Tintin åter kommer hem har han haft ett nytt inbrott. Någon har vänt upp och ned på allting som om inbrottstjuven har sökt efter något. Morgonen efter kommer Dupondtarna för att betala tillbaka pengarna de är skyldiga. De berättar att de var där kvällen innan när Tintin inte var hemma. I trappan blev de knuffade av en ohyfsad man i blå kostym och brun hatt.
När Dupondtarna har gått börjar Tintin städa upp. Under byrån på vilken fartygsmodellen stod ligger en pergamentrulle med texten:
| ” | Tre förenade bröder. Tre enhörningar som segla tillsammans mot södersolen tala här, ty ljuset skall komma från ljuset. Och det ska stråla. | „ |

Under texten finns några konstiga siffror. Det verkar som om lappen ramlade ur modellfartygets mast när den knäcktes. Han skyndar sig hem till kapten Haddock men ingen verkar vara hemma. Portvakten, fru Näslund, är dock säker på att Haddock är hemma. Tintin kan höra något ljud inifrån lägenheten och slår in dörren. Där står kapten Haddock klädd i barett med en sabel i handen. "Undan, huggormars avföda!" skriker han. När han lugnat ned sig förklarar han att han hittat sin förfaders dagbok och hade blivit väldigt exalterad av berättelsen.

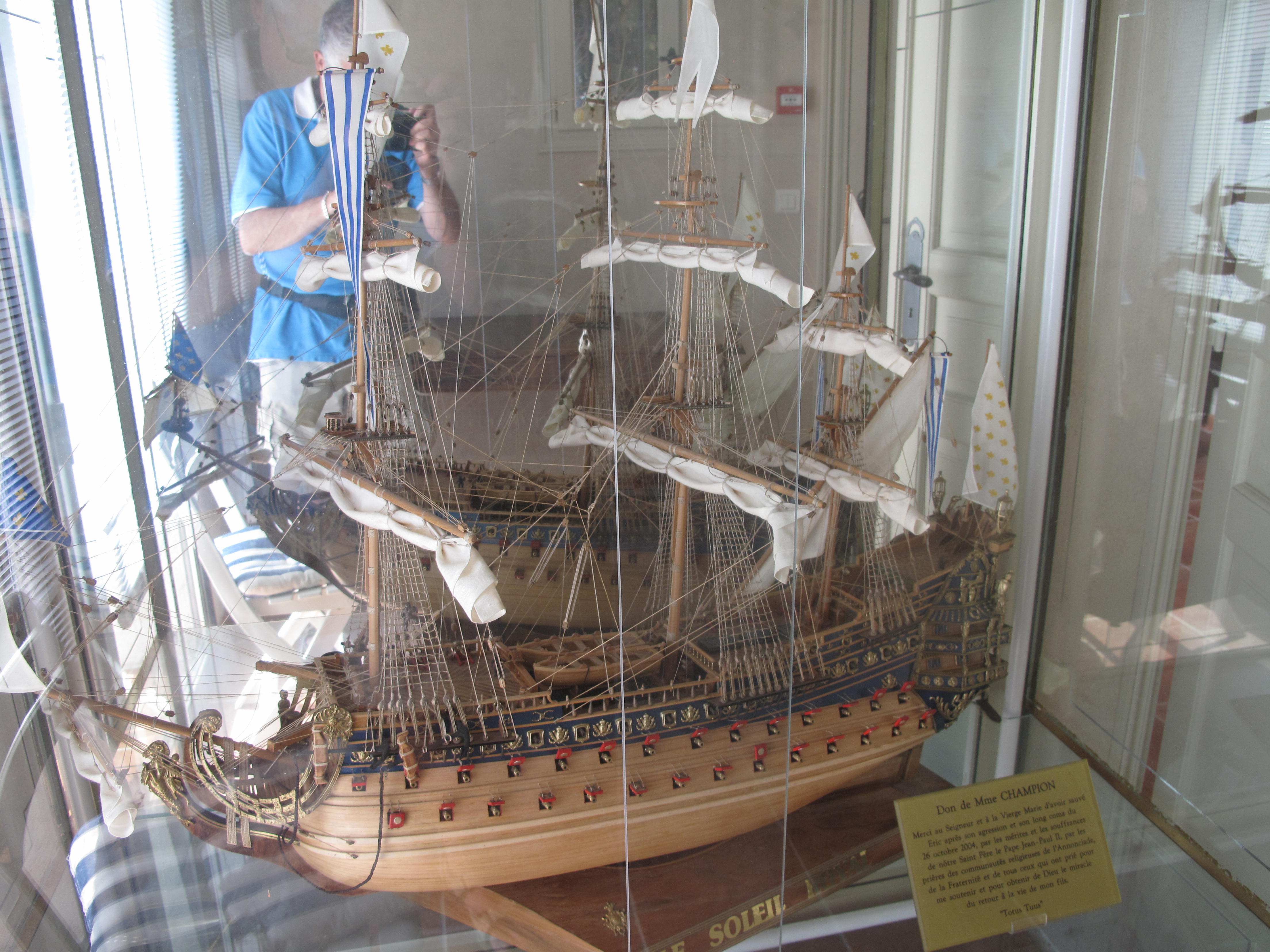
Tremastad fullriggare av Enhörningens typ.

### Historier och papperslappar
I sin dagbok berättar riddar Haddoque att hans fartyg lämnat Västindien på väg mot Europa med Enhörningen när fartyget anfölls av pirater. Den fruktade piraten Rackham den Röde och hans män äntrar fartyget och övermannar Haddoques män. Piraterna byter skepp och bär över alla sina skatter till Enhörningen. Under natten lyckades dock Haddoque ta sig loss, döda piratkaptenen och spränga fartyget i luften. Sedan tog han sig till en ö där han levde i två år innan han kunde återvända till Europa. Vid sin död skänkte han sina tre söner varsin fartygsmodell. Han berättade kryptiskt för dem att om de sköt tillbaka stormasten skulle sanningen bli uppenbarad.
Tintin inser att det sista handlar om den lilla papperslapp han hittade och som han förvarar i plånboken. Men plånboken är borta – någon knuffade till honom på spårvagnen. Samlaren Sackarin måste dock ha en likadan lapp och de går hem till honom. Utanför porten står en kvinna och skriker, "Någon har mördat herr Sackarin.". På golvet i lägenheten ligger Sackarin avsvimmad. och bredvid står fartygsmodellen med stormasten avbruten. När han har kommit till sans berättar han att föregående kväll fick han besök av en man i blå kostym och brun hatt som kloroformerade honom.
Tintin och Haddock går besvikna därifrån. Utanför Tintins port står dock mannen i den blå kostymen och bruna hatten. På väg in genom porten kör en bil förbi och skjuter ned mannen. Innan han förlorar medvetandet varnar han att "de" tänker döda även Tintin. "Vilka då?" frågar Tintin men mannen pekar endast mot några fåglar en bit bort innan han blir medvetslös. I tidningarna dagen efter står det att mannen blev mördad, men egentligen överlevde han och ligger medvetslös på sjukhuset. 
Dagen efter blir Tintin uppringd av Dupondtarna som berättar att de försökte gripa mannen som ligger bakom den senaste tidens fickstölder. Mannen kom undan men de fick tag i mannens bonjour där han hade sju plånböcker, däribland Tintins plånbok där pergamentbiten finns kvar.

### Flyttlådor och plånböcker
Några dagar senare ringer två män med en stor flyttlåda på Tintins dörr. De söver Tintin och packar ned honom i lådan och kör iväg. Milou följer efter lastbilen till fots.
När Tintin vaknar upp igen är han inlåst i en källare. Via en slags porttelefon kräver kidnapparna att Tintin berättar var han har gömt sina två papperslappar från Enhörningen. Tintin vill ta sig ur och med hjälp av sitt lakan hissar han upp en stor bjälke i taket och genom att slå bjälken mot tegelmuren lyckas han slå hål. På andra sidan väggen finns ytterligare en källare fylld med antikviteter. De två kidnapparna hör oväsendet och dyker upp beväpnade. Tintin jagas genom huset. Tintin hittar en telefon och bredvid ligger ett brev med adressen - Tintin befinner sig hos bröderna Vogel på slottet Moulinsart. Brödernas trofaste betjänt Nestor dyker upp när Tintin talar med Haddock. Nestor får telefonapparaten i skallen och därefter fortsätter jakten ut i trädgården. Till slut måste dock Tintin ge upp men plötsligt dyker Milou upp och hoppar på den ene av bröderna. Kapten Haddock kastar en flaska på den andre.
Snart dyker även Dupontarna upp och griper de två bröderna Vogel. Den ene, Maxim, lyckas dock slå ned Dupondtarna och fly i en bil. Men den andre brodern berättar att mannen i blå kostym och brun hatt var betald av dem för att hitta Enhörningen. Bröderna hittade den första fartygsmodellen för två år sedan och den lilla pergamentbiten. Som antikvitetshandlare har de därefter genom sina kontakter letat efter de andra två modellerna. En av deras ombud, Bartold, sökte igenom Tintins lägenhet och stal senare modellen från Sackarin. Han överlämnade den andra pergamentbiten till bröderna men därefter blev det dock bråk om betalningen och när Bartold tog kontakt med Tintin blev han nedskjuten.
Dagen efter följer han med Dupondtarna när de ska arrestera den ficktjuv som de till slut spårat. Aristarkos Filokrates är en äldre gentleman som är kleptoman och har nogsamt katalogiserat alla stulna plånböcker och lagrat dem i alfabetisk ordning. Tintin hittar Maxim Vogels plånbok med två av pergamentbitarna. Nästa morgon grips Maxim Vogel vid gränsen och Dupontarna överlämnar den tredje av pergamentbitarna till Tintin.
Med de tre bitarna får nu de meningslösa siffrorna i slutet av meddelandet mening. Det är en latitud och longitud, en positionsangivelse, som berättar var Enhörningen gick till botten. Nu kan Tintin och kapten Haddock ge sig ut på en skattjakt.

## Produktionsfakta
- Enhörningens hemlighet publicerades ursprungligen 11 juni 1942–14 januari 1943 och gavs ut som seriealbum på franska 1943. På sidan 59 i den svenska utgåvan från 1981 uppges att handlingen utspelas 1960.

- Innan Tintin kidnappas har han ett av pergamenten och bröderna Vogel de två andra. Kidnapparna förklarar dock att Tintin har stulit deras två bitar. På sidan 58 säger Tintin att det är Sackarin som måste ha stulit de två bitarna. På sidan 59 hittar Tintin Maxim Vogels plånbok hemma hos kleptomanen med två av bitarna, men det är inte klart varför de skyller fickstölden på Tintin.

- Ett litet piratskepp borde inte kunna borda och överta ett stort örlogsfartyg med ungefär femtio kanoner som Enhörningen, som bör ha varit ungefär i samma storlek som Regalskeppet Wasa.
- Örlogsfartyget borde haft en besättning i storleksordningen 500 man, men i albumet verkar det varit långt färre.

- Piraten Rackham den Röde är fiktiv, men Hergé inspirerades av den verklige piraten John Rackham som hängdes 1720.

- I albumet dyker slottet Moulinsart och betjänten Nestor upp för första gången. Slottet är en kopia av det verkliga slottet Cheverny i Loir-et-Cher fast utan de två flyglarna. Namnet Moulinsart är en ordlek på den belgiska staden Sarmoulin.

- Enhörningens hemlighet är ett av de två Tintinalbum där berättelsen bara utspelar sig hemma i Belgien. Det andra är Castafiores juveler.